# Los Cardales
Los Cardales es una localidad ubicada en la provincia de Buenos Aires, Argentina. Pertenece al partido de Exaltación de la Cruz, cuya cabecera es Capilla del Señor. Se ubica a 13 km de la cabecera del partido, y a 70 km de la Ciudad Autónoma de Buenos Aires. 
La localidad es atravesada de norte a sur por la Ruta Provincial N° 6.
Hay otra localidad con el nombre Cardales en la República Oriental del Uruguay.

## Ferrocarril
La estación Los Cardales pertenece al Ferrocarril General Bartolomé Mitre del Ramal Victoria Capilla del Señor Pergamino. En su actualidad pasan 7 trenes hacia Victoria y Capilla del Señor, está concesionada a la empresa Corredores Ferroviarios.

## Geografía

### Población
Cuenta con 5342 habitantes (Indec, 2001), lo que representa un incremento del 51,41% frente a los 3528 habitantes (Indec, 1991) del censo anterior.
En el censo de 2001, se consideró una sola aglomeración junto a la localidad de Alto Los Cardales del partido de Campana, sumando 7,705 habitantes (Indec, 2001) entre ambas.

## Barrios
En la localidad de Los Cardales y sus cercanías, se fueron instalando diversos barrios cerrados, clubes de campo y country clubs, entre los que se destacan:
- Mirabosques
- Las Vizcachas
- Barrio San Jorge
- La Codorniz
- Los Paraísos
- El Cardal I y II

Aunque hay zonas y barrios que pertenecen a la localidad de Alto Los Cardales, Partido de Campana, utilizan el nombre de Los Cardales en vez de Alto Los Cardales, ya que los pobladores se sienten más identificados con ese e incluso con Exaltación de la Cruz.

## Ciudadanos destacados
- Alfredo Di Stéfano, uno de los tres mejores jugadores de fútbol del mundo en los años 1950 y 1960, fue jugador del club más antiguo de Los Cardales, el Unión Progresista.
- Jorge Cafrune: de los folcloristas famosos de su tiempo antes del 31 de enero de 1978, a modo de homenaje a José de San Martín, Cafrune emprendió una travesía a caballo para llevar a Yapeyú, saliendo desde Los Cardales lugar donde se ubicaba su estancia
- Juan Bautista Justo, (Buenos Aires, 28 de junio de 1865 – Los Cardales, 8 de enero de 1928), fue un médico, periodista, político, parlamentario y escritor argentino, fundador del Partido Socialista de Argentina que presidió hasta su muerte, del periódico La Vanguardia y de la Cooperativa El Hogar Obrero. Se desempeñó como diputado y senadores nacional.

## Instituciones
Hay una cantidad importante de instituciones: el "Club Unión Progresista", el "Ateneo Social, Deportivo Ingeniero Raver", el "Centro de Jubilados", los Talleres "Sembrando para todos", la Cooperativa "COPESEL", el Taller literario "El Aquelarre", la Orden del Cardo, el "Coro Femenino de Los Cardales", la "Biblioteca Popular de Los Cardales" y el predio del "Club Defensores de Belgrano".
Hay un templo y una capilla católica y dos templos evangélicos.

## Fogata de Los Cardales
Desde 1994, se realiza una muy recurrida fiesta con motivo de la celebración de la Festividad de San Juan, la Fogata de San Juan. Se solía programar los sábados cercanos al 21 de junio (día del solsticio de invierno). Es una atracción para sus habitantes. A su vez, se organiza una pequeña feria artesanal a lo largo de la Plaza Mitre. Pero hace ya más de cuatro años se hace en otra fecha ( 8 de noviembre de 2014, 7 de noviembre de 2015, 1° de octubre de 2016, 23 de septiembre de 2017 y en 2018 se realizará el 6 de octubre). Es así que pasó de llamarse Fogata de San Juan a llamarse Fogata de Los Cardales. Con otra impronta claro, pero no deja de atraer a turistas y vecinos.

## Fiestas Patronales
Cada 28 de diciembre Los Cardales celebra sus fiestas Patronales, la festividad de la Sagrada Familia de Jesús, María y José. El festejo se ha transformado en mucho más que una celebración religiosa, y es hoy uno de los eventos populares donde la gente de Cardales festeja su identidad, su historia y su orgullo de pertenecer a un pueblo más vivo que nunca.
Los festejos comienzan por la mañana con la ceremonia oficial, misa y desfile cívico. Al caer la tarde comienza la fiesta popular, donde participa una gran parte de los vecinos de Cardales. El cierre es con la participación de un artista de renombre nacional y un show de fuegos artificiales.

## Período Dictadura Cívico Militar (1976-1983)

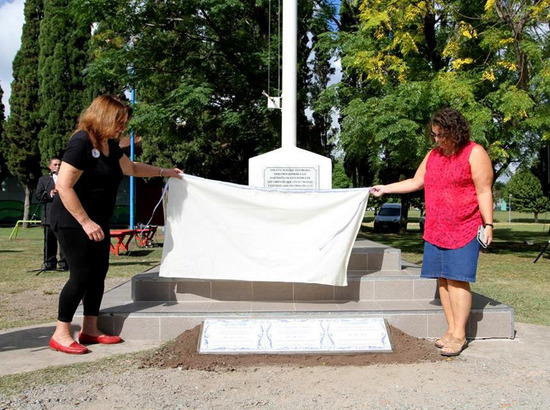
Acto de colocación de las Baldosas de la Memoria en Los Cardales. 24 de marzo de 2017.

El 10 de agosto de 1976, Norberto Torres, joven nacido en Los Cardales el 1° de julio de 1959, fue secuestrado de su casa de la calle Buenos Aires 350 por uniformados que lo llevaron detenido. Nunca se supo qué pasó con él. Su nombre integra la lista de detenidos desaparecidos incluidos en el informe “Nunca más”. Era estudiante del Instituto José Manuel Estrada de Capilla del Señor.
En el año 2003 un grupo de estudiantes recuperó su historia en una producción del Programa Jóvenes y Memoria que organiza la Comisión Provincial por la Memoria. Ese material fue extraviado y nuevamente recuperado por el Centro de Estudiantes de la Escuela de Educación Secundaría N°1 de Los Cardales en el año 2016.
En octubre de 2016 el HCD de Exaltación de la Cruz sancionó la Ordenanza N.º 2377/16 - Baldosas de la Memoria, por la que una baldosa lo recuerda en la plaza, junto a la estación del Ferrocarril.
Para conocer el proceso de inscripción de su nombre en la memoria colectiva puede verse "Para nunca más desaparecer al desaparecido. Sobre el caso Norberto Torres, estudiante desaparecido en Los Cardales".

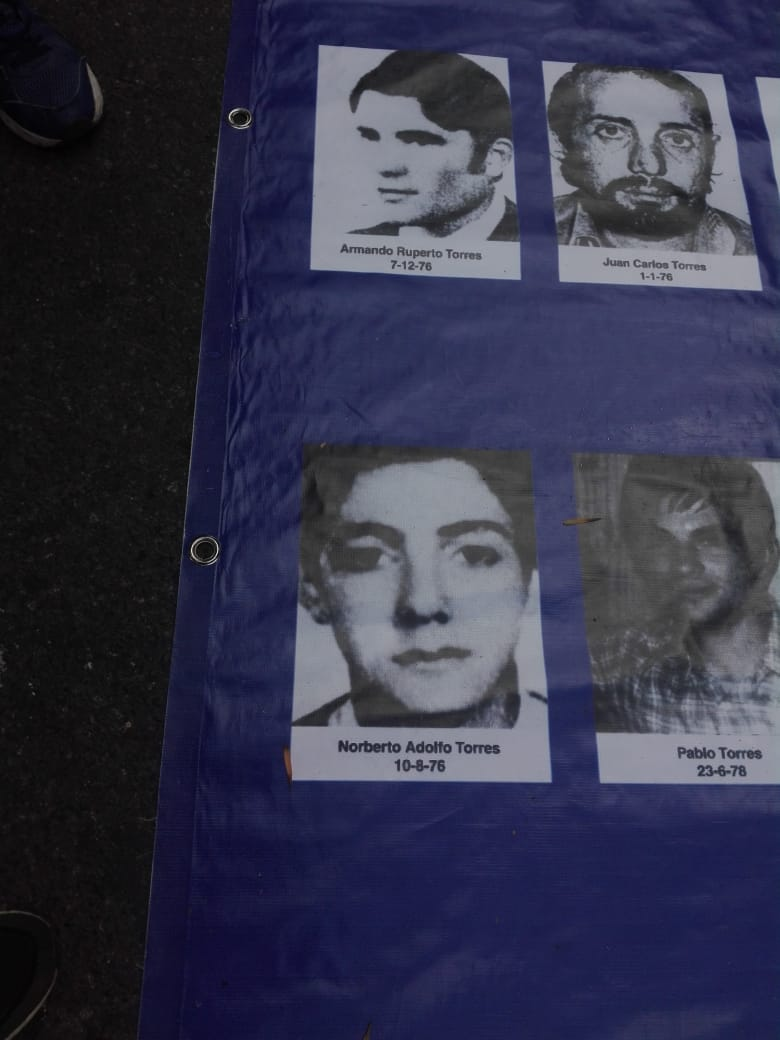
Norberto Torres

#### Jóvenes y Memoria
Se trata de un programa que lleva a cabo la Comisión Provincial por la Memoria, destinado a jóvenes y adultos de escuelas secundarias públicas y privadas, además de integrantes de organizaciones sociales, políticas y culturales de la provincia de Buenos Aires. El programa funciona desde 2002 y propone como objetivo general "Promover en los jóvenes el sentido crítico sobre el pasado y el presente como parte del proceso de construcción de su identidad y afiliación a la sociedad a la que pertenecen, en el marco del proceso de profundización de la democracia".

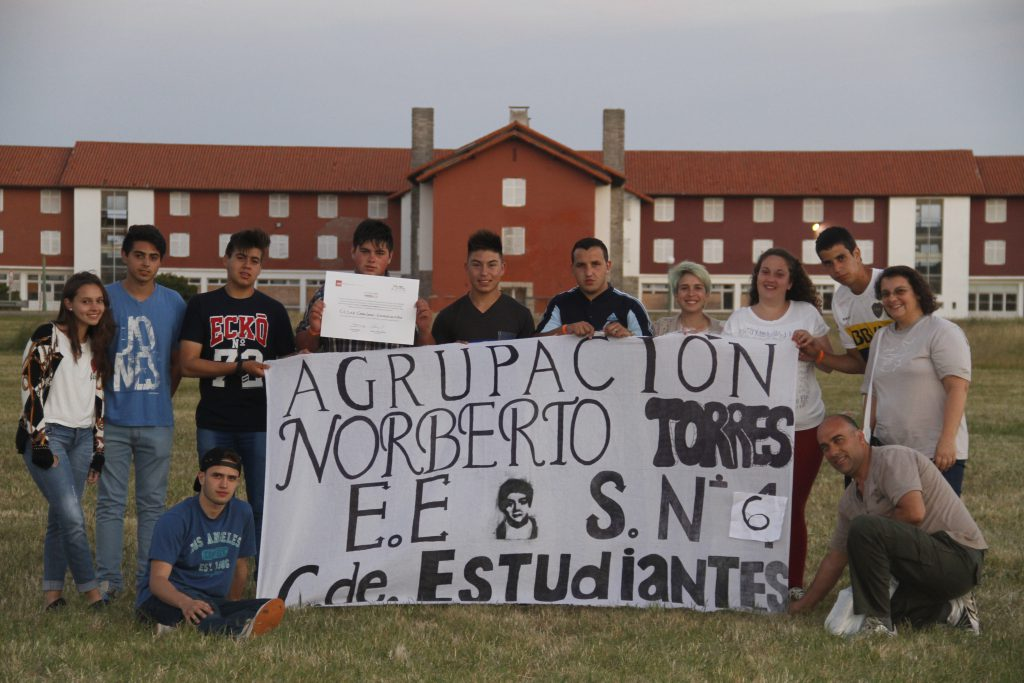
Equipo de investigación Jóvenes y Memoria 2016

## Religión

### Parroquias de la Iglesia católica en Los Cardales
| Diócesis  | Zárate-Campana  |
| --------- | --------------- |
| Parroquia | Sagrada Familia |